# Sockweb
A Sockweb egy amerikai grindcore együttes volt 2013-tól 2016-ig.

## Története
Az Indiana állambeli Richmondban alapította Adam Young és (akkor hat éves) kislánya, Joanie Young. Első daluk az "I Want Pancakes" volt, amely elkezdett terjedni a MetalSucks oldalon. Ezután még két dalt írtak, ezzel az érdeklődés tovább nőtt irántuk, hiszen a nyolc éves kislány énekelt, és a dalok szövegei is a gyermeki ízlést tükrözték. Megalakulásuk évében, 2013-ban leszerződtek a Monolithic Records kiadóhoz, és kiadtak egy EP-t, amelyet 2014-ben követett az első és egyetlen stúdióalbumuk.
Az érdekes együttes története 2016-ban ért véget, amikor Adam Young-ot letartóztatták fenyegetésért és bántalmazásért, ugyanis többször verte a barátnőjét, illetve azzal fenyegette, hogy dugja egy sütőbe a fejét. 2016 júniusában bejelentették, hogy Adam öngyilkosságot követett el: felakasztotta magát. Így a Sockweb pályafutása ebben az évben lezárult.

## Tagok
- Joanie Young - ének (2013-2016)
- Adam Young - ének, gitár, programozás (2013-2016, 2016-ban elhunyt)

## Diszkográfia
- Bullies are Mean (EP, 2013)[3]
- Jingle Bells (kislemez, 2013)[3]
- Werewolf (album, 2014)[3]